# 24 ur Le Mansa 2002
24 ur Le Mansa 2002 je bila sedemdeseta vzdržljivostna dirka 24 ur Le Mansa. Potekala je 15. in 16. junija 2002.

## Rezultati

### Uvrščeni
NC = neuvrščeni - niso prevozili 70% razdalje zmagovalca, DNF = odstop, DNS = niso štartali
| Poz    | Razred | Št | Moštvo                      | Dirkači                                                        | Šasija                           | Gume | Krogi |
| Poz    | Razred | Št | Moštvo                      | Dirkači                                                        | Motor                            | Gume | Krogi |
| ------ | ------ | -- | --------------------------- | -------------------------------------------------------------- | -------------------------------- | ---- | ----- |
| 1      | LMP900 | 1  | Audi Sport Team Joest       | Frank Biela Tom Kristensen Emanuele Pirro                      | Audi R8                          | M    | 375   |
| 1      | LMP900 | 1  | Audi Sport Team Joest       | Frank Biela Tom Kristensen Emanuele Pirro                      | Audi 3.6L Turbo V8               | M    | 375   |
| 2      | LMP900 | 2  | Audi Sport North America    | Johnny Herbert Christian Pescatori Rinaldo Capello             | Audi R8                          | M    | 374   |
| 2      | LMP900 | 2  | Audi Sport North America    | Johnny Herbert Christian Pescatori Rinaldo Capello             | Audi 3.6L Turbo V8               | M    | 374   |
| 3      | LMP900 | 3  | Audi Sport Team Joest       | Marco Werner Michael Krumm Philipp Peter                       | Audi R8                          | M    | 372   |
| 3      | LMP900 | 3  | Audi Sport Team Joest       | Marco Werner Michael Krumm Philipp Peter                       | Audi 3.6L Turbo V8               | M    | 372   |
| 4      | LMGTP  | 8  | Team Bentley                | Andy Wallace Eric van de Poele Butch Leitzinger                | Bentley EXP Speed 8              | D    | 362   |
| 4      | LMGTP  | 8  | Team Bentley                | Andy Wallace Eric van de Poele Butch Leitzinger                | Bentley (Audi) 3.6L Turbo V8     | D    | 362   |
| 5      | LMP900 | 15 | PlayStation Team Oreca      | Olivier Beretta Erik Comas Pedro Lamy                          | Dallara LMP                      | M    | 359   |
| 5      | LMP900 | 15 | PlayStation Team Oreca      | Olivier Beretta Erik Comas Pedro Lamy                          | Judd GV4 4.0L V10                | M    | 359   |
| 6      | LMP900 | 14 | PlayStation Team Oreca      | Stephane Sarrazin Franck Montagny Nicolas Minassian            | Dallara LMP                      | M    | 359   |
| 6      | LMP900 | 14 | PlayStation Team Oreca      | Stephane Sarrazin Franck Montagny Nicolas Minassian            | Judd GV4 4.0L V10                | M    | 359   |
| 7      | LMP900 | 5  | Audi Sport Japan Team Goh   | Haroki Katoh Yannick Dalmas Seiji Ara                          | Audi R8                          | M    | 358   |
| 7      | LMP900 | 5  | Audi Sport Japan Team Goh   | Haroki Katoh Yannick Dalmas Seiji Ara                          | Audi 3.6L Turbo V8               | M    | 358   |
| 8      | LMP900 | 16 | Racing for Holland B.V.     | Jan Lammers Tom Coronel Val Hillebrand                         | Dome S101                        | M    | 351   |
| 8      | LMP900 | 16 | Racing for Holland B.V.     | Jan Lammers Tom Coronel Val Hillebrand                         | Judd GV4 4.0L V10                | M    | 351   |
| 9      | LMP900 | 6  | Team Cadillac               | Wayne Taylor Max Angelelli Christophe Tinseau                  | Cadillac Northstar LMP02         | M    | 345   |
| 9      | LMP900 | 6  | Team Cadillac               | Wayne Taylor Max Angelelli Christophe Tinseau                  | Cadillac Northstar 4.0L Turbo V8 | M    | 345   |
| 10     | LMP900 | 17 | Pescarolo Sport             | Sébastien Bourdais Jean-Christophe Boullion Franck Lagorce     | Courage C60                      | M    | 343   |
| 10     | LMP900 | 17 | Pescarolo Sport             | Sébastien Bourdais Jean-Christophe Boullion Franck Lagorce     | Peugeot A32 3.2L Turbo V6        | M    | 343   |
| 11     | GTS    | 63 | Corvette Racing             | Ron Fellows Johnny O'Connell Oliver Gavin                      | Chevrolet Corvette C5-R          | G    | 335   |
| 11     | GTS    | 63 | Corvette Racing             | Ron Fellows Johnny O'Connell Oliver Gavin                      | Chevrolet 7.0L V8                | G    | 335   |
| 12     | LMP900 | 7  | Team Cadillac               | Eric Bernard Emmanuel Collard JJ Lehto                         | Cadillac Northstar LMP02         | M    | 334   |
| 12     | LMP900 | 7  | Team Cadillac               | Eric Bernard Emmanuel Collard JJ Lehto                         | Cadillac Northstar 4.0L Turbo V8 | M    | 334   |
| 13     | GTS    | 64 | Corvette Racing             | Andy Pilgrim Kelly Collins Franck Freon                        | Chevrolet Corvette C5-R          | G    | 331   |
| 13     | GTS    | 64 | Corvette Racing             | Andy Pilgrim Kelly Collins Franck Freon                        | Chevrolet 7.0L V8                | G    | 331   |
| 14     | GTS    | 52 | Equipe de France FFSA Oreca | Jonathan Cochet Benoit Treluyer Jean-Philippe Belloc           | Chrysler Viper GTS-R             | M    | 326   |
| 14     | GTS    | 52 | Equipe de France FFSA Oreca | Jonathan Cochet Benoit Treluyer Jean-Philippe Belloc           | Chrysler 8.0L V10                | M    | 326   |
| 15     | LMP900 | 13 | Courage Compétition         | Didier Cottaz Boris Derichbourg Thed Bjork                     | Courage C60                      | M    | 322   |
| 15     | LMP900 | 13 | Courage Compétition         | Didier Cottaz Boris Derichbourg Thed Bjork                     | Judd GV4 4.0L V10                | M    | 322   |
| 16     | GT     | 81 | The Racer's Group           | Kevin A. Buckler Lucas Luhr Timo Bernhard                      | Porsche 911 GT3-RS               | M    | 322   |
| 16     | GT     | 81 | The Racer's Group           | Kevin A. Buckler Lucas Luhr Timo Bernhard                      | Porsche 3.6L Flat-6              | M    | 322   |
| 17     | GT     | 80 | Freisinger Motorsport       | Romain Dumas Sascha Maassen Jörg Bergmeister                   | Porsche 911 GT3-RS               | D    | 321   |
| 17     | GT     | 80 | Freisinger Motorsport       | Romain Dumas Sascha Maassen Jörg Bergmeister                   | Porsche 3.6L Flat-6              | D    | 321   |
| 18     | GTS    | 50 | Larbre Competition          | Christophe Bouchut Patrice Goueslard Vincent Vosse             | Chrysler Viper GTS-R             | M    | 319   |
| 18     | GTS    | 50 | Larbre Competition          | Christophe Bouchut Patrice Goueslard Vincent Vosse             | Chrysler 8.0L V10                | M    | 319   |
| 19     | LMP675 | 29 | Noel del Bello Racing       | Jean-Denis Deletraz Christophe Pillon Walter Lechner Jr.       | Reynard 2KQ-LM                   | M    | 317   |
| 19     | LMP675 | 29 | Noel del Bello Racing       | Jean-Denis Deletraz Christophe Pillon Walter Lechner Jr.       | Volkswagen HPT16 2.0L I4         | M    | 317   |
| 20     | LMP675 | 25 | Gerard Welter               | Jean-Rene de Fournoux Stephane Daoudi Jean-Bernard Bouvet      | WR LM2001                        | M    | 317   |
| 20     | LMP675 | 25 | Gerard Welter               | Jean-Rene de Fournoux Stephane Daoudi Jean-Bernard Bouvet      | Peugeot 2.0L Turbo I4            | M    | 317   |
| 21     | GT     | 77 | Team Taisan Advan           | Atsushi Yogo Akiri Iida Kazuyuki Nishizawa                     | Porsche 911 GT3-RS               | Y    | 316   |
| 21     | GT     | 77 | Team Taisan Advan           | Atsushi Yogo Akiri Iida Kazuyuki Nishizawa                     | Porsche 3.6L Flat-6              | Y    | 316   |
| 22     | GT     | 82 | Seikel Motorsport           | Fabio Rosa Luca Drudi Luca Riccitelli                          | Porsche 911 GT3-RS               | Y    | 315   |
| 22     | GT     | 82 | Seikel Motorsport           | Fabio Rosa Luca Drudi Luca Riccitelli                          | Porsche 3.6L Flat-6              | Y    | 315   |
| 23     | GTS    | 68 | Ray Mallock, Ltd. (RML)     | Pedro Chaves Miguel Ramos Gavin Pickering                      | Saleen S7-R                      | D    | 312   |
| 23     | GTS    | 68 | Ray Mallock, Ltd. (RML)     | Pedro Chaves Miguel Ramos Gavin Pickering                      | Ford 7.0L V8                     | D    | 312   |
| 24     | GT     | 72 | Luc Alphand Aventures       | Luc Alphand Christian Lavieille Olivier Thevenin               | Porsche 911 GT3-RS               | D    | 299   |
| 24     | GT     | 72 | Luc Alphand Aventures       | Luc Alphand Christian Lavieille Olivier Thevenin               | Porsche 3.6L Flat-6              | D    | 299   |
| 25     | GTS    | 51 | Larbre Competition          | Jean-Luc Chereau Carl Rosenblad Jean-Claude Lagniez            | Chrysler Viper GTS-R             | M    | 278   |
| 25     | GTS    | 51 | Larbre Competition          | Jean-Luc Chereau Carl Rosenblad Jean-Claude Lagniez            | Chrysler 8.0L V10                | M    | 278   |
| 26     | GTS    | 66 | Konrad Motorsport           | Terry Borcheller Toni Seiler Franz Konrad                      | Saleen S7-R                      | P    | 266   |
| 26     | GTS    | 66 | Konrad Motorsport           | Terry Borcheller Toni Seiler Franz Konrad                      | Ford 7.0L V8                     | P    | 266   |
| 27 NC  | LMP900 | 10 | DAMS (Vaillante Camera Car) | Philippe Gache Emanuele Clerico Michel Neugarten               | Lola B98/10                      | M    | 150   |
| 27 NC  | LMP900 | 10 | DAMS (Vaillante Camera Car) | Philippe Gache Emanuele Clerico Michel Neugarten               | Judd GV4 4.0L V10                | M    | 150   |
| 28 DNF | LMP900 | 19 | MBD Sportscar Team          | Didier de Radigues Milka Duno John Graham                      | Panoz LMP-07                     | A    | 259   |
| 28 DNF | LMP900 | 19 | MBD Sportscar Team          | Didier de Radigues Milka Duno John Graham                      | Mugen MF408S 4.0L V8             | A    | 259   |
| 29 DNF | LMP900 | 12 | Panoz Motor Sports          | Bill Auberlen David Donohue Gunnar Jeanette                    | Panoz LMP-01                     | M    | 230   |
| 29 DNF | LMP900 | 12 | Panoz Motor Sports          | Bill Auberlen David Donohue Gunnar Jeanette                    | Elan 6L8 6.0L V8                 | M    | 230   |
| 30 DNF | LMP675 | 27 | MG Sport & Racing Ltd.      | Mark Blundell Julian Bailey Kevin McGarrity                    | MG-Lola EX257                    | M    | 219   |
| 30 DNF | LMP675 | 27 | MG Sport & Racing Ltd.      | Mark Blundell Julian Bailey Kevin McGarrity                    | MG (AER) XP20 2.0L Turbo I4      | M    | 219   |
| 31 DNF | LMP900 | 4  | Riley & Scott Racing        | Marc Goossens Jim Matthews Didier Theys                        | Riley & Scott MkIIIC             | G    | 189   |
| 31 DNF | LMP900 | 4  | Riley & Scott Racing        | Marc Goossens Jim Matthews Didier Theys                        | Elan 6L8 6.0L V8                 | G    | 189   |
| 32 DNF | LMP900 | 9  | Kondo Racing                | Masahiko Kondo Ian McKeller Jr. François Migault               | Dome S101                        | M    | 182   |
| 32 DNF | LMP900 | 9  | Kondo Racing                | Masahiko Kondo Ian McKeller Jr. François Migault               | Judd GV4 4.0L V10                | M    | 182   |
| 33 DNF | GT     | 73 | DeWALT Racesport Salisbury  | Richard Stanton Steve Hyde Richard Hayes                       | Morgan Aero 8R                   | D    | 181   |
| 33 DNF | GT     | 73 | DeWALT Racesport Salisbury  | Richard Stanton Steve Hyde Richard Hayes                       | BMW 4.0L V8                      | D    | 181   |
| 34 DNF | GTS    | 58 | Prodrive                    | Rickard Rydell Alain Menu Tomas Enge                           | Ferrari 550-GTS Maranello        | M    | 167   |
| 34 DNF | GTS    | 58 | Prodrive                    | Rickard Rydell Alain Menu Tomas Enge                           | Ferrari F131 6.0L V12            | M    | 167   |
| 35 DNF | GT     | 75 | Orbit Racing                | Leo Hindrey Jr. Peter Baron Anthony Kester                     | Porsche 911 GT3-RS               | M    | 165   |
| 35 DNF | GT     | 75 | Orbit Racing                | Leo Hindrey Jr. Peter Baron Anthony Kester                     | Porsche 3.6L Flat-6              | M    | 165   |
| 36 DNF | LMP900 | 18 | Pescarolo Sport             | Eric Hélary Stéphane Ortelli Ukyo Katayama                     | Courage C60                      | M    | 144   |
| 36 DNF | LMP900 | 18 | Pescarolo Sport             | Eric Hélary Stéphane Ortelli Ukyo Katayama                     | Peugeot A323.2L Turbo V6         | M    | 144   |
| 37 DNF | GT     | 85 | Spyker Automobielen B.V.    | Peter Kox Norman Simon Hans Hugenholtz                         | Spyker C8 Double-12R             | D    | 142   |
| 37 DNF | GT     | 85 | Spyker Automobielen B.V.    | Peter Kox Norman Simon Hans Hugenholtz                         | BMW 3.4L V8                      | D    | 142   |
| 38 DNF | LMP675 | 26 | MG Sport & Racing Ltd.      | Anthony Reid Warren Hughes Jonny Kane                          | MG-Lola EX257                    | M    | 129   |
| 38 DNF | LMP675 | 26 | MG Sport & Racing Ltd.      | Anthony Reid Warren Hughes Jonny Kane                          | MG (AER) XP20 2.0L Turbo I4      | M    | 129   |
| 39 DNF | LMP675 | 28 | ROC Auto                    | Jordi Gené Mark Smithson Peter Owen                            | Reynard 2KQ-LM                   | M    | 126   |
| 39 DNF | LMP675 | 28 | ROC Auto                    | Jordi Gené Mark Smithson Peter Owen                            | Volkswagen HPT16 2.0L I4         | M    | 126   |
| 40 DNF | GT     | 74 | Auto Palace                 | Guillaume Gomez Ryo Fukuda Laurent Cazenave                    | Ferrari 360 Modena               | P    | 119   |
| 40 DNF | GT     | 74 | Auto Palace                 | Guillaume Gomez Ryo Fukuda Laurent Cazenave                    | Ferrari F133 3.6L V8             | P    | 119   |
| 41 DNF | LMP675 | 30 | KnightHawk Racing           | Steve Knight Mel Hawkins Duncan Dayton                         | MG-Lola EX257                    | A    | 102   |
| 41 DNF | LMP675 | 30 | KnightHawk Racing           | Steve Knight Mel Hawkins Duncan Dayton                         | MG (AER) XP20 2.0L Turbo I4      | A    | 102   |
| 42 DNF | LMP900 | 22 | DAMS (Leader Camera Car)    | Jerome Policand Marc Duez Perry McCarthy                       | Panoz LMP-1 Roadster-S           | M    | 98    |
| 42 DNF | LMP900 | 22 | DAMS (Leader Camera Car)    | Jerome Policand Marc Duez Perry McCarthy                       | Elan 6L8 6.0L V8                 | M    | 98    |
| 43 DNF | GTS    | 53 | Team Carsport Holland       | Mike Hezemans Gabriele Matteuzzi Anthony Kumpen Luca Capallari | Chrysler Viper GTS-R             | P    | 93    |
| 43 DNF | GTS    | 53 | Team Carsport Holland       | Mike Hezemans Gabriele Matteuzzi Anthony Kumpen Luca Capallari | Chrysler 8.0L V10                | P    | 93    |
| 44 DNF | LMP900 | 11 | Panoz Motor Sports          | David Brabham Jan Magnussen Bryan Herta                        | Panoz LMP-01                     | M    | 90    |
| 44 DNF | LMP900 | 11 | Panoz Motor Sports          | David Brabham Jan Magnussen Bryan Herta                        | Elan 6L8 6.0L V8                 | M    | 90    |
| 45 DNF | GT     | 71 | JMB Racing                  | Steve Earle Chris McAllister Gary Schultheis                   | Ferrari 360 Modena               | P    | 85    |
| 45 DNF | GT     | 71 | JMB Racing                  | Steve Earle Chris McAllister Gary Schultheis                   | Ferrari F133 3.6L V8             | P    | 85    |
| 46 DNF | GTS    | 67 | Konrad Motorsport           | Walter Brun Charles Slater Rodney Mall                         | Saleen S7-R                      | P    | 83    |
| 46 DNF | GTS    | 67 | Konrad Motorsport           | Walter Brun Charles Slater Rodney Mall                         | Ford 7.0L V8                     | P    | 83    |
| 47 DNF | GT     | 78 | PK Sport Ltd.               | Robin Liddell David Warnock Piers Masarati                     | Porsche 911 GT3-RS               | P    | 83    |
| 47 DNF | GT     | 78 | PK Sport Ltd.               | Robin Liddell David Warnock Piers Masarati                     | Porsche 3.6L Flat-6              | P    | 83    |
| 48 DNF | LMP900 | 21 | Team Ascari                 | Werner Lupberger Ben Collins Timothy J. Bell                   | Ascari KZR-1                     | D    | 17    |
| 48 DNF | LMP900 | 21 | Team Ascari                 | Werner Lupberger Ben Collins Timothy J. Bell                   | Judd GV4 4.0L V10                | D    | 17    |
| 49 DNF | GT     | 70 | JMB Racing                  | Cort Wagner Sam Hancock Martin Short                           | Ferrari 360 Modena               | P    | 16    |
| 49 DNF | GT     | 70 | JMB Racing                  | Cort Wagner Sam Hancock Martin Short                           | Ferrari F133 3.6L V8             | P    | 16    |
| 50 DNF | LMP675 | 24 | Autoexe Motorsports         | Yojiro Terada John Fergus Jim Downing                          | Autoexe (WR) LMP-02              | A    | 5     |
| 50 DNF | LMP675 | 24 | Autoexe Motorsports         | Yojiro Terada John Fergus Jim Downing                          | Mazda R26B 2.6L 4-Rotor          | A    | 5     |

### Statistika
- Najboljši štartni položaj - #2 Audi Sport North America - 3:29.905
- Najhitrejši krog - #1 Audi Sport Team Joest - 3:33.483
- Razdalja - 5118.75km
- Povprečna hitrost - 213.068km/h